# Андреевка (городской округ Коломна)
Андре́евка — деревня в городском округе Коломна Московской области. На уровне административно-территориального входит в город областного подчинения Коломна с административной территорией.
Население — 458 чел. (2021).

## География
Стоит на реках Шувойка и Сетовка, при автодороге 46К-9675, в 20 км на северо-запад от Коломны.
Высота центра селения над уровнем моря — 133 м.
Планировочная ось деревни — улица Центральная (название участка сквозной автодороги). Всего на 2025 год в деревне числится 4 улицы и 2 территории, с 1973 года работает сельский дом культуры.

## История
До 21 апреля 2017 года входила в состав сельского поселения Непецинское Коломенского района Московской области.

## Население
| 2002 | 2006 | 2010 | 2021 |
| ---- | ---- | ---- | ---- |
| 407  | ↘391 | ↗395 | ↗458 |

## Инфраструктура
Центр досуга и культуры Непецино.

## Транспорт
Автобусное сообщение. Ближайшая железнодорожная платформа Непецино в посёлке станции Непецино.